# ألبرت أ. براون
ألبرت أ. براون هو محامي وسياسي كندي، ولد في 29 يوليو 1895 في هاميلتون في كندا، وتوفي في 19 يونيو 1971. نشط حزبياً في حزب كندا المحافظ. وقد انتخب عضو مجلس العموم الكندي.